# Кассінетта-ді-Луганьяно
Кассінетта-ді-Луганьяно, Кассінетта-ді-Луґаньяно (італ. Cassinetta di Lugagnano) — муніципалітет в Італії, у регіоні Ломбардія, метрополійне місто Мілан.
Кассінетта-ді-Луганьяно розташована на відстані близько 490 км на північний захід від Рима, 22 км на захід від Мілана.
Населення — 1919 осіб (2014).

Щорічний фестиваль відбувається 17 січня. Покровителі — святий Антоній Великий.

## Демографія
Населення за роками:

Станом на 1 січня 2023 року в муніципалітеті офіційно проживало 95 іноземців з 24 країн, серед них 18 громадян країн Євросоюзу та 2 громадяни України.

## Сусідні муніципалітети
- Абб'ятеграссо
- Альбаїрате
- Корбетта
- Робекко-суль-Навільйо